# The Bloody Beetroots
The Bloody Beetroots este o formație italiană de muzică electronică înființată în 2006 de  
Bob Rifo și Tommy Tea.   